# Johannes van den Bosch
Johannes van den Bosch (Herwijnen, 2 febbraio 1780 – L'Aia, 28 gennaio 1844) è stato un militare, politico e nobile olandese.
Fu governatore generale delle Indie orientali olandesi (1830–1833), comandante dell'esercito reale delle Indie orientali olandesi, ministro delle colonie e ministro di Stato. Fu insignito dell'Ordine militare di Guglielmo.

## Biografia
Nacque nella Repubblica olandese (gli attuali Paesi Bassi), dal medico Johannes van den Bosch e da sua moglie Adriana Poningh.
Si arruolò nell'esercito della Repubblica Batava nel 1797 e, su sua richiesta, un anno dopo, fu inviato a Batavia nelle Indie orientali olandesi come tenente. A quel tempo, l'accento era posto sull'affermazione dell'interesse commerciale e il controllo olandese sull'arcipelago indonesiano era limitato. Come aiutante, Van den Bosch rimase vicino ai successivi governatori generali e fu coinvolto nella trasformazione dal colonialismo commerciale all'espansione coloniale territoriale. Nel 1808 ebbe un conflitto con il nuovo governatore generale, Herman Willem Daendels, dopo di che fu congedato con onore dal servizio con il grado di colonnello. Lui e la sua famiglia furono rimandati in Europa nel 1810.

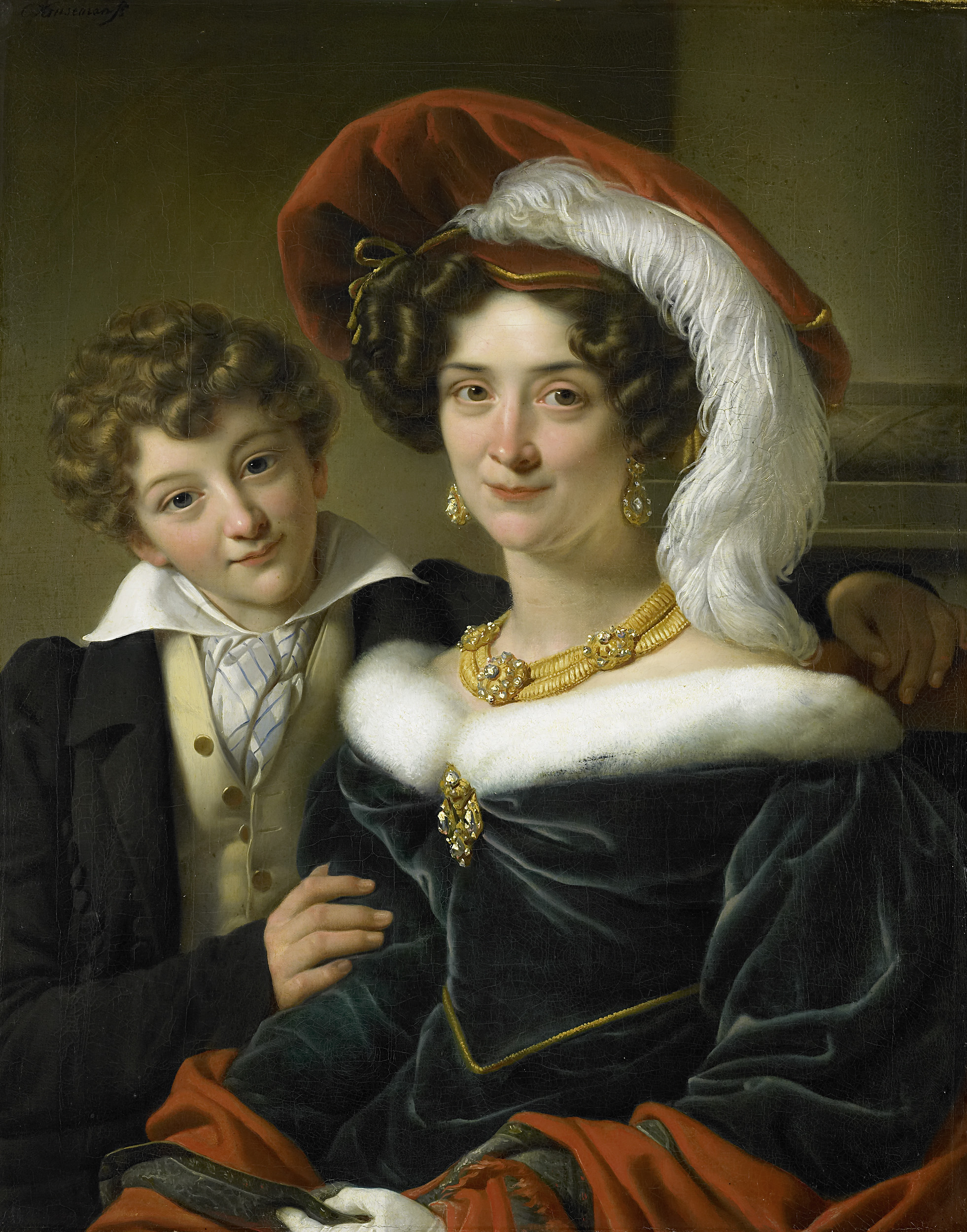
La seconda moglie e il figlio del conte van den Bosch di Cornelis Kruseman.

Sulla via del ritorno nei Paesi Bassi, Van den Bosch fu catturato dagli inglesi e rimase prigioniero fino al 1812. All'arrivo nei Paesi Bassi, entrò a far parte del governo provvisorio incaricato di ripristinare l'autorità del principe d'Orange, Guglielmo Federico. Fu riammesso nell'esercito come colonnello e, in nome del principe d'Orange, catturò Utrecht e Naarden. Nel 1818, fu coinvolto nell'istituzione della Società dell'Umanitarismo, sotto gli auspici del principe Federico, e fu messo in aspettativa dall'esercito per concentrarsi sulla società. La società considerava il lavoro l'unico mezzo per combattere la povertà. A Drenthe fondò le "colonie libere" di Frederiksoord, Willemsoord e Wilhelminaoord, dove i poveri delle grandi città avrebbero imparato a badare a se stessi in modo disciplinato.
Nel 1827, fu incaricato di ripristinare il controllo olandese sulle Indie Occidentali come commissario generale. Lasciò la società e giunse a Curaçao nel dicembre di quell'anno, dove sarebbe rimasto per otto mesi. Durante questo periodo, prese diverse iniziative riguardanti il commercio e le banche, focalizzate sullo stimolo dell'attività economica e dello scopo della colonia. Tra l'altro, introdusse un regolamento che avrebbe fatto applicare la Costituzione dei Paesi Bassi anche alla colonia, e lo usò per cercare di migliorare le condizioni di vita degli schiavi. Solo poco dopo il suo ritorno, nel 1828, Van den Bosch salì al grado di tenente generale e fu nominato governatore generale delle Indie orientali olandesi. In questa veste, è famoso soprattutto per l'introduzione del sistema di coltivazione nel 1830. Questo sistema costringeva gli agricoltori giavanesi a utilizzare un quinto dei loro terreni agricoli per esportare beni come caffè, zucchero e indaco.
Van den Bosch tornò nei Paesi Bassi il 18 maggio 1834 e fu nominato ministro delle colonie il 30 maggio. Come ministro, pretendeva dalle colonie risultati finanziari sempre più elevati, spesso a scapito degli interessi dei singoli agricoltori e schiavi. Nel 1839 ricevette critiche dalla Camera dei Rappresentanti per l'opacità della sua politica sui prestiti tra il governo e la Società commerciale olandese. Van den Bosch si dimise volontariamente dall'incarico il 1º gennaio 1840, ed ottenne il titolo di Conte van den Bosch con regio decreto, nonché il titolo onorifico di Ministro di Stato. Entrò nella Camera dei Rappresentanti per l'Olanda Meridionale, nel 1842, e vi rimase fino alla sua morte.
Il conte van den Bosch morì il 28 gennaio 1844 nella sua tenuta de L'Aia, a causa di una breve malattia.

## Titoli
- 17 giugno 1835: elevato alla nobiltà olandese con il titolo di barone
- 25 dicembre 1839: creato conte (olandese: Graaf)